# Orostachys spinosa
Orostachys spinosa ist eine Pflanzenart aus der Gattung Orostachys in der Familie der Dickblattgewächse.

## Merkmale

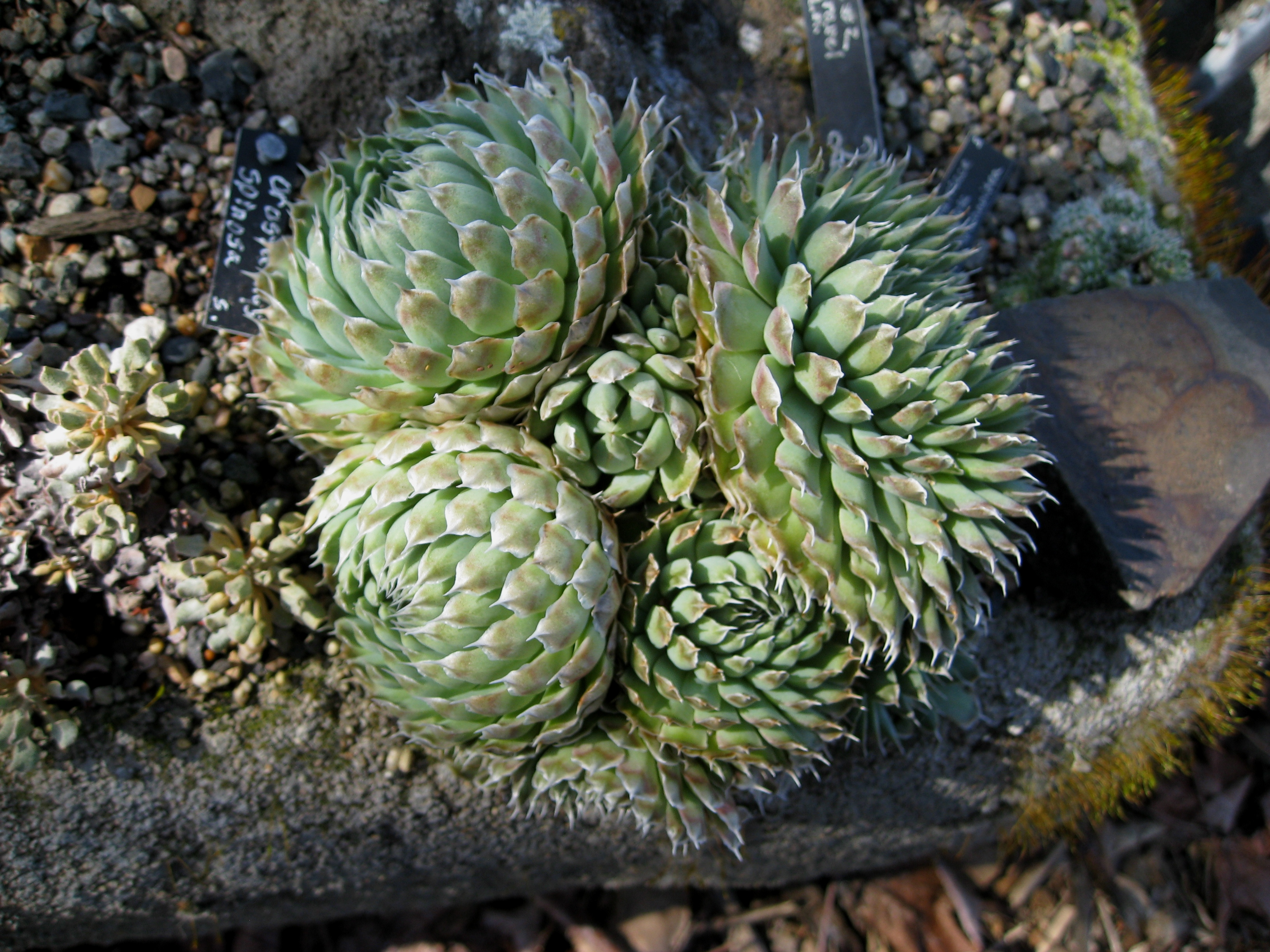
Rosetten von Orostachys spinosa

Orostachys spinosa ist eine polsterbildende, ausdauernde Pflanze, die Wuchshöhen von 10 bis 30 Zentimeter erreicht. Die Rosette erreicht einen Durchmesser von 4 bis 8 Zentimeter. Die Winterblätter sind spatelförmig, schuppig, mehr oder weniger flach und schwach sukkulent. Sie bilden eine feste, oberirdisch überdauernde Knospe. Die Sommerblätter sind lanzettlich, zugespitzt, stark sukkulent, abspreizend und haben einen elliptisch-rundlichen Durchmesser. Der Blütenstand ist dicht und ähnelt einer Ähre. Die Blüten sind hellgelb gefärbt.
Blütezeit ist von Juni bis Juli.
Die Chromosomenzahl beträgt 2n = 24.

## Vorkommen
Orostachys spinosa kommt im warmgemäßigten bis kühlen Sibirien, der Mongolei, Nord- und Nordost-China, dem aralokaspischen Gebiet und Ost-Europa auf Felsfluren, Flussschotter, in Felsgebüschen sowie auf Gras- und Wiesensteppen vor.

## Taxonomie
Orostachys spinosa wurde 1753 von Carl von Linné als Cotyledon spinosa in Species Plantarum, Tomus I, S. 429 erstbeschrieben. Die Art wurde 1830 von Sweet in  A catalogue of all the plants indigenous or cultivated in the gardens of Great Britain, ed. 2, London, S. 225 als Orostachys spinosa (L.) Sweet in die Gattung Orostachys gestellt.

## Nutzung
Orostachys spinosa wird als Zierpflanze für Steingärten, Trockenmauern und Troggärten genutzt.

## Belege
- Eckehart J. Jäger, Friedrich Ebel, Peter Hanelt, Gerd K. Müller (Hrsg.): Rothmaler Exkursionsflora von Deutschland. Band 5: Krautige Zier- und Nutzpflanzen. Spektrum Akademischer Verlag, Berlin Heidelberg 2008, ISBN 978-3-8274-0918-8.